# Самерсет (Тексас)
Самерсет (енгл. Somerset) град је у америчкој савезној држави Тексас. По попису становништва из 2010. у њему је живело 1.631 становника.

## Демографија
Према попису становништва из 2010. у граду је живело 1.631 становника, што је 81 (5,2%) становника више него 2000. године.
| Група             | 2000.         | 2010.         |
| Белци             | 439 (28,3%)   | 361 (22,1%)   |
| Афроамериканци    | 4 (0,3%)      | 9 (0,6%)      |
| Азијати           | 0 (0,0%)      | 0 (0,0%)      |
| Хиспаноамериканци | 1.092 (70,5%) | 1.254 (76,9%) |
| Укупно            | 1.550         | 1.631         |